# Théorie de l'humus

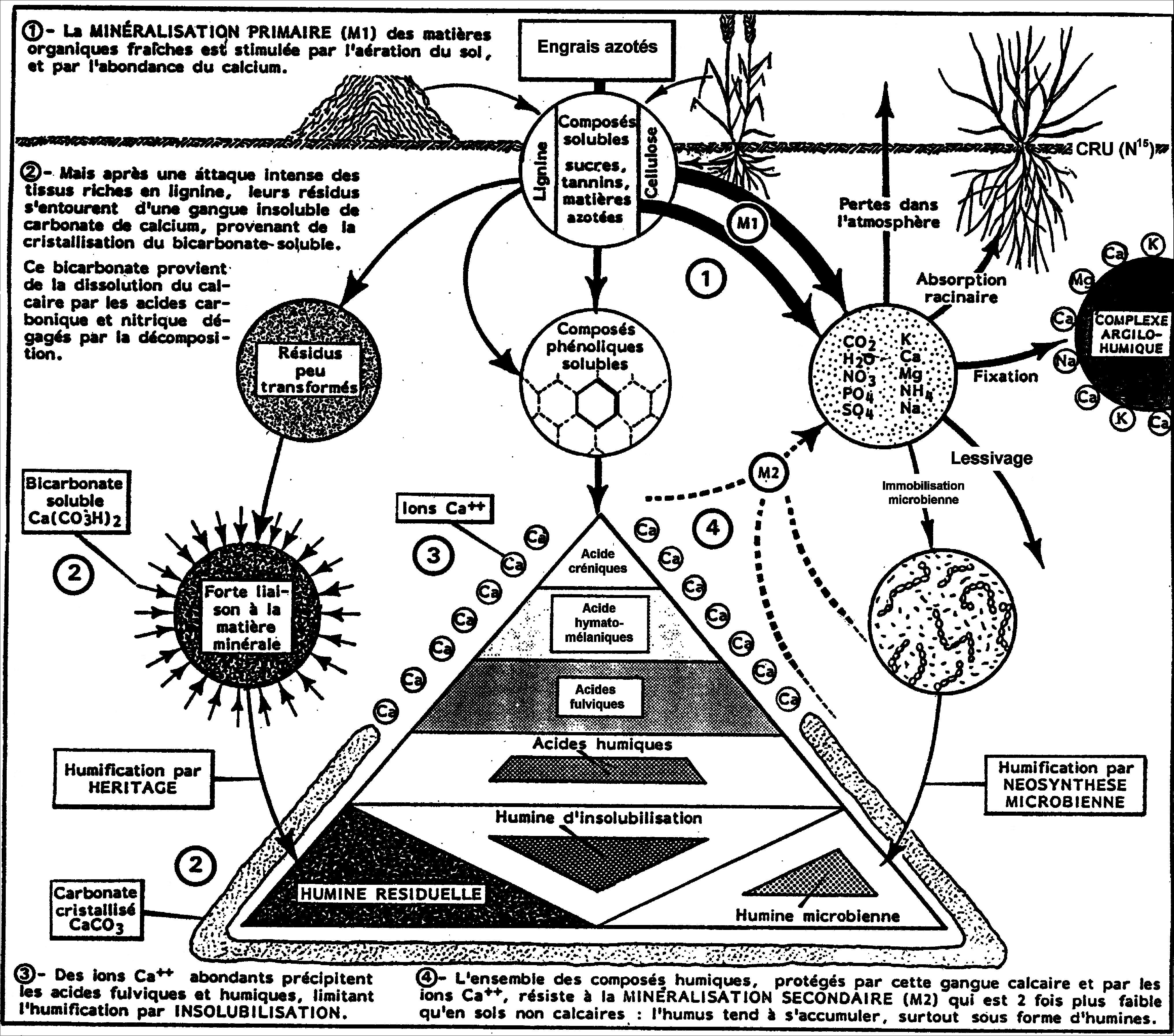
Formation d'humus en parallèle de la minéralisation.

La théorie de l'humus est une théorie scientifique obsolète, considérant que les plantes tirent leurs nutriments de la matière organique des sols. Elle a ensuite été remplacée par la théorie de la nutrition minérale des plantes. Son principal théoricien est Albert Thaer et son principal détracteur est Justus von Liebig.
Le terme d'humus est cependant toujours utilisé en pédologie et en ⁣⁣agronomie⁣⁣, ⁣ bien qu'il tend à être remplacé par celui de MOS pour matière organique des sols.

## Histoire

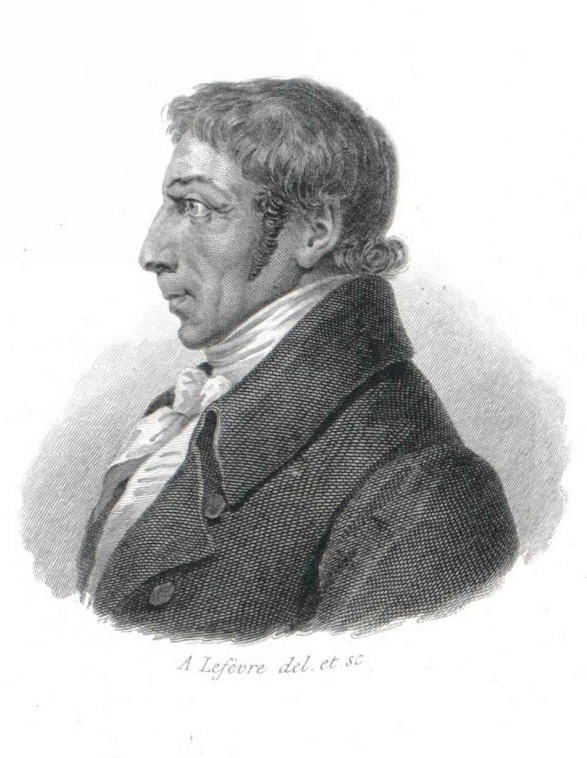
Portrait d'Albrecht Daniel Thaer, Stich. l'agronome allemand partisan de la théorie de l'humus pour la nutrition des plantes.

Jusqu'à la fin du XVIIIe siècle, le terme d'humus n'est pas utilisé en français, et est utilisé en latin avec le sens de terre ou de sol.[citation nécessaire]
En 1765, l’Encyclopédie de Diderot et d’Alembert définis l'humus comme la « terre végétale » (t. 16 : 871)
l'Abbé Rozier, dans son Cours complet d'agriculture, est un des premiers à utiliser le terme d'humus pour déterminer la fraction de la terre qui entre dans la composition des plantes. Cependant, sa définition reste imprécise, pouvant definir une « terre » une « terre végétale » ou un « constituant ».
Le chimiste Jean-Henri Hassenfrantz, en 1792, soutien que le charbon, présent dans la terre, est la source du carbone des plantes, et conteste les théories adverses qui voient dans le carbone de l'air la source du carbone des plantes.[citation nécessaire]
En 1804, Nicolas Théodore de Saussure, un chimiste, adopte une position intermédiaire en affirmant que l'air et l'eau sont la source de la majorité de la matière sèche des plantes, la terre ne fournissant que 1/20ème du poids.
L’Humus est le résidu de la putréfaction végétale et animale, c’est un corps noir », accompagnée d’une description détaillée de ses propriétés (composition, réactivité, extractibilité) ([1810] 1812, t. 2 : 102-114),
Mais le véritable événement fondateur de la théorie de l'humus, est la publication des "Principes raisonnées d'agriculture" par Albert Thaer en 1809, où il considère que la majorité de la matière sèche des plantes est dérivée de l'humus des sols, et que les besoins des plantes en "sucs nutritifs" varient d'une espèce à l'autre. Dans cet ouvrage il définit l'humus comme : 
« le résidu de la putréfaction végétale et animale, c’est un corps noir »
Cette approche très précise de l'humus est encore acceptable aujourd'hui.
La théorie de l'humus est ensuite défendue par Humphry Davy et Jöns Jacob Berzelius. Elle présente l'avantage de rester en phase avec l'idée, présente à l'époque, qu'un organisme ne peut se nourrir que de ce qui lui est semblable et que donc que seule de la matière organique peut donner naissance à de la matière organique.
La théorie reste très influente jusque dans les années 1840.

## Contestation et invalidation de la théorie
Des expériences prouvant l’absorption du carbone atmosphérique par les plantes avaient déjà été réalisés par Ingenhousz en 1779, Senebier en 1782, De Virey en 1803 et de de Saussure en 1804.[citation nécessaire]
Cependant, ce sont les travaux de Carl Philipp Sprengel et de Justus von Liebig qui contribueront le plus à discréditer la théorie de l'humus. Liebig montre que le fumier, apporté comme engrais, n'est pas directement absorbé par les plantes, mais qu'il se décompose en éléments minéraux qui sont ensuite absorbés. Il démontre ensuite que la plante peut absorber certains éléments nutritifs issus de la fraction minérale des sols (comme le phosphore ou le potassium).

## Survie et résurgences
La théorie minérale de la nutrition des plantes aura une influence capitale sur les rendements mondiaux après la 2nd guerre mondiale donnant lieu à la revolution verte.Cependant, il existe des conséquences négatives liées à la faible restitution d'éléments organiques au sol. Cela se traduit par une diminution du stock de matière organique du sol (en)(MOS)  et une dégradation de nombreuses propriétés du sol.De plus, cette situation a des répercussions sur l'environnement en réduisant les services écosystémiques que les sols peuvent offrir à l'humanité.
Il est maintenant largement reconnu que le maintien des stocks de MOS, à la fois à l'échelle locale et mondiale, revêt une importance capitale pour lutter contre les changements globaux, notamment le changement climatique. Par conséquent, la question de l'humus du sol est devenue un sujet de premier plan dans le contexte des enjeux mondiaux et des négociations internationales. Sous le concept de "séquestration du carbone", l'importance de l'humus est à nouveau mise en avant.
Albert Horward, un des pères de l'agriculture biologique, fonde son approche de l'agriculture sur la critique de la théorie minérale de Liebig, et réintroduit une réflexion sur la gestion de l'humus en agriculture, qui sera ensuite développée par le mouvement de l'agriculture biologique.